# Chiesa di San Valentino e di San Vincenzo Ferreri
La chiesa di San Valentino e di San Vincenzo Ferreri è la parrocchiale di Mama, frazione di Avio in Trentino. Fa parte della zona pastorale della Vallagarina e risale al XVIII secolo.

## Storia

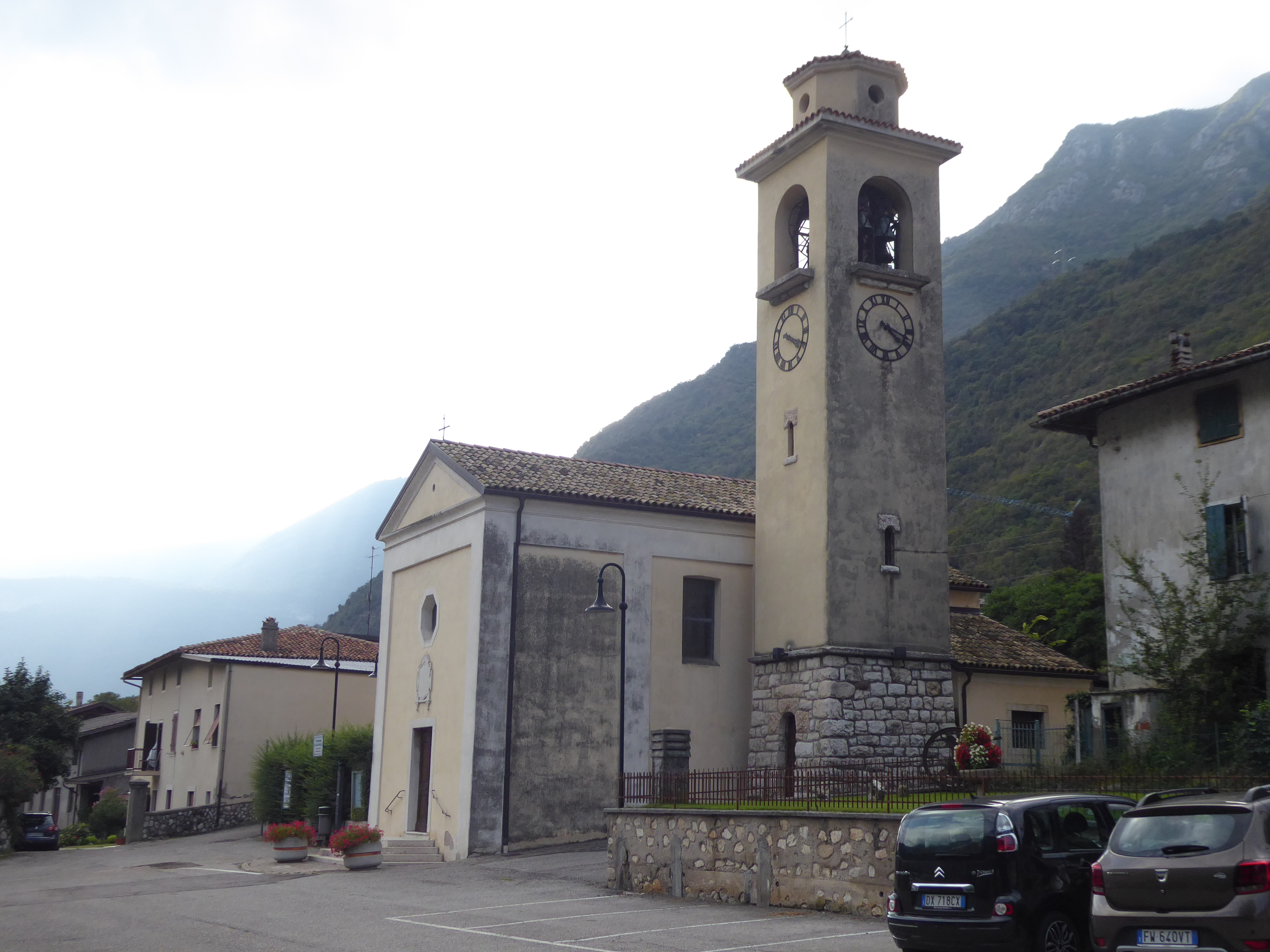
Chiesa dei Santi Valentino e Vincenzo nell'abitato di Mama

La costruzione della chiesa di Mama risale al 1747, quando i frati domenicani decisero di edificare il luogo di culto anche col contributo della vedova di Vincenzo Meschini. La dedicazione a san Vincenzo è dovuta quindi alla volontà di mantenere il ricordo del suo nome. La chiesa venne benedetta appena costruita.
Nel 1914 venne restaurata col rifacimento della pavimentazione, e allo scopo vennero riutilizzate le lastre di marmo che erano state tolte dal vecchio pavimento della chiesa di Santa Maria Assunta.
Durante il primo dopoguerra del XX secolo, nel 1924, la chiesa venne restaurata. Gli interni vennero decorati da Bruno Mastacchi e Viscardo Carton. Tra il 1924 ed il 1925 venne eretta la torre campanaria su disegno dell'architetto Marco Martinuzzi di Trento.
Ottenne dignità parrocchiale nel 1959 ottenendo così l'autonomia rispetto alla pieve di Avio della quale era sussidiaria.
Durante gli anni settanta venne realizzato l'adeguamento liturgico e si procedette inoltre ad un restauro conservativo col tinteggiamento all'esterno e la sistemazione dei rivestimenti all'interno.
Gli ultimi interventi si sono conclusi nel 2001 ed hanno riguardato varie parti della struttura, in particolare le coperture, le murature portanti, le intonacature e le decorazioni interne sulle volte.

## Descrizione

### Esterni
La facciata a capanna è semplice con due spioventi e in stile neoclassico. L'orientamento è verso ponente.

### Interni
L'aula è a navata unica e coperta con volta a botte. Nella zona presbiteriale l'altare maggiore in marmo è opera di Domenico Sartori di Castione.